# Lach Dennis
Lach Dennis est une paroisse civile et un village du Cheshire, en Angleterre.